# 신영진
신영진(1967년 12월 10일~ )은 대한민국의 배우이다. 1991년에 SBS 1기 공채 탤런트로 정식 선발되었다.
한편, SBS 《분례기》에서 좋은 연기를 보여줬으며 계약이 만료된 상태에서 KBS 2TV 아침연속극 <비 오는 날 오후>의 주인공으로 캐스팅되자 뒤늦게 SBS 제작진들이 주인공 캐스팅을 약속하는 등 허둥대기도 했고 그 당시 SBS는 개국 이후 두 차례 신인 탤런트 모집을 통해 80여 명(본인(신영진) 성동일 오대규 김희정 오아랑(이상 1기)  이승신 이일화 김지수 최준용 이승형 옥승일(이상 2기) 등)을 선발하여 각 프로그램에 능력이나 개성 등에는 아랑곧없이 이들을 무차별 기용한 뒤 하차시켜 "1회용 캐스팅"이란 비판을 받아왔는데 일이 이렇게 된 건 SBS가 '로컬채널'이란 약점을 가져 최수종 등  기존 탤런트들이  SBS 드라마에 출연하는 것을 꺼려했기 때문이었다.
상황이 이렇다 보니 SBS 2~3기였던 김지수 이본 등이 타방송사로 옮긴 뒤에야 빛을 볼 수 있었다.

## 학력
- 숭인초등학교
- 수유여자중학교
- 염광여자고등학교
- 서울예술대학 연극과

## 출연작

### 영화
- 《크게 될 놈》 (2019년) - 면회실 직원 역
- 《소녀의 세계》 (2018년) - 송민희 역
- 《어느날》 (2017년) - 김만복 부인 역
- 《아티스트: 다시 태어나다》 (2017년) - 인숙 모 역
- 《나홀로 휴가》 (2016년) - 동현엄마 역
- 《낚시2:Duelist》 (2015년) - 소녀의 이모 역
- 《화장》 (2015년) - 처제 역
- 《여덟 번의 감정》 (2010년) - 갤러리 대표 역
- 《전우치》 (2009년) - 주모 역
- 《나는 행복합니다》 (2009년) - 미술치료사 역
- 《19-Nineteen》 (2009년) - 차민경 역
- 《모던 보이》 (2008년) - 양장점 주인 역
- 《멋진 하루》 (2008년) - 사촌 부인 역
- 《어깨너머의 연인》 (2007년) - 산부인과 의사 역
- 《권순분 여사 납치사건》 (2007년) - 유명자 역
- 《여름이 준 선물》 (2006년) - 엄마 역
- 《아주 특별한 손님》 (2006년) - 명은 숙모 역
- 《마음이...》 (2006년) - 여수의사 역
- 《타짜》 (2006년) - 사기 아내 역
- 《우리들의 행복한 시간》 (2006년) - 유정의 새언니 / 유찬 처 역
- 《어느날 갑자기 세 번째 이야기 - D-day》 (2006년) - 양호선생 역
- 《한반도》 (2006년) - 주부 역
- 《만무방》 (1994년) - 색시 역
- 《병팔이의 일기》 (1991년) - 박 선생 역
- 《장미여관》 (1991년) - 누나친구 역

### 드라마
- 《멘탈코치 제갈길》 (2022년, tvN) - 박승하의 어머니 역
- 《돈꽃》 (2017년, MBC) - 박선경 역
- 《응답하라 1988》 (2015년, tvN) - 반장 송이엄마 역
- 《마을 - 아치아라의 비밀》 (2015년, SBS) - 강인숙 역
- 《펀치》 (2014년, SBS) - 서미숙 역
- 《오만과 편견》 (2014년~2015년, MBC) - 신소라 역
- 《내겐 너무 사랑스러운 그녀》 (2014년, SBS) - 도시락집 사장 역
- 《엄마의 선택》 (2014년, SBS) - 서미순 역
- 《너희들은 포위됐다》 (2014년, SBS) - 오혜선 역
- 《닥터 이방인》 (2014년, SBS) - 혈액응고장애 환자의 부인 역
- 《엔젤 아이즈》 (2014년, SBS) - 한우정 역
- 《응답하라 1994》 (2013년, tvN) - 빙그레의 어머니 역
- 《메디컬 탑팀》 (2013년, MBC) - 허동민의 부인 역
- 《주군의 태양》 (2013년, SBS) - 태이령의 매니저 역
- 《신사의 품격》 (2012년, SBS) - 장례식에 아이를 데리고 온 여자 역
- 《보스를 지켜라》 (2011년, SBS) - 노은설을 스카웃한 여자 역
- 《시티헌터》 (2011년, SBS) - 김미옥 역
- 《나쁜 남자》 (2010년, SBS) - Bar 사장 역
- 《검사 프린세스》 (2010년, SBS) - 서인우의 어머니 역
- 《산부인과》 (2010년, SBS) - 서혜영의 산부인과 선배의사 역
- 《솔약국집 아들들》 (2009년, KBS2) - 유치원 원장 역
- 《잘했군 잘했어》 (2009년, MBC)
- 《압록강은 흐른다》 (2008년, SBS)
- 《에덴의 동쪽》 (2008년, SBS)
- 《최강칠우》 (2008년, KBS2)
- 《춘자네 경사났네》 (2008년, MBC)
- 《스포트라이트》 (2008년, MBC)
- 《대왕 세종》 (2008년, KBS)
- 《조강지처 클럽》 (2007년, SBS)
- 《태왕사신기》 (2007년, MBC)
- 《내 곁에 있어》 (2007년, MBC)
- 《눈꽃》 (2006년, SBS)
- 《강이 되어 만나리》 (2006년, KBS1)
- 《맨발의 청춘》 (2005년, MBC)
- 《토지》 (2004년, SBS)
- 《하늘 바라기》 (1995년, KBS1)
- 《지붕 위의 남자》 (1994년, KBS1)
- 《비 오는 날 오후》 (1992년, KBS2)
- 《분례기》 (1992년, SBS) - 똥례 역